# Robert Abela
Robert Abela (Sliema, 7 dicembre 1977) è un politico e avvocato maltese, segretario del Partito Laburista e Primo ministro di Malta dal 13 gennaio 2020. Abela è figlio dell'ex Presidente della Repubblica di Malta George Abela.

## Infanzia, carriera professionale e famiglia
Nato a Sliema da George Abela (Presidente di Malta) e Margaret Cauchi, Robert Abela è cresciuto con la sorella Marija a Għaxaq e Marsaskala nel sud di Malta. La madre lavorava nell'amministrazione della Vecchia Università della Valletta e in seguito ha amministrato lo studio legale di famiglia, Abela Advocates. Robert ha frequentato la Sisters' School di Santa Luċija e la scuola elementare St Francis a Bormla, per poi continuare al St Aloysius' College, collegio dei gesuiti a Birkirkara .
Calciatore in gioventù, Robert Abela ha giocato in porta per la nazionale giovanile. Abela ha anche praticato bodybuilding, gareggiando due volte nelle competizioni nazionali maltesi alla fine degli anni '90.
Abela ha studiato legge all'Università di Malta, dove ha incontrato la sua futura moglie Lydia. Si è laureato nel 2002.
Dopo la laurea, ha lavorato nello studio legale di famiglia Abela Advocates, specializzandosi in diritto industriale e del lavoro.
Da prima dell'elezione al potere di Labour nel 2013, il suo studio legale aveva un contratto con la Malta Planning Authority, rinnovato ogni anno da allora. Abela è stato criticato per aver beneficiato di ordini diretti per consulenze legali per enti pubblici, tra cui Enemalta e Transport Malta. Nel 2018 Robert Abela ha negato che vi fosse alcun conflitto di interessi per lui come rappresentante legale di Air Malta mentre suo padre, l'ex presidente George Abela, agiva come mediatore e capo negoziatore nei colloqui con i sindacati dei piloti.
Nel 2008 ha sposato Lydia Abela (nata Zerafa), che in seguito ha assunto il ruolo di segretaria del comitato esecutivo del Partito laburista maltese. Hanno una figlia, Giorgia Mae, nata nel 2012.

## Carriera politica
Robert Abela ha iniziato a interessarsi di politica quando suo padre George Abela era vice capo del partito, sostenendo il partito laburista nelle elezioni del 1996. Robert Abela ha affermato di aver iniziato a trasportare i malati ai seggi elettorali nel 1996, e di aver lavorato per molti anni dietro le quinte rappresentando il partito come richiesto da Joseph Muscat e infine come consulente legale del governo Muscat. Robert Abela ha anche sostenuto suo padre nella fallita scalata alla leadership laburista contro Joseph Muscat nel 2008, dopo le dimissioni di Alfred Sant.
Il 25 gennaio 2017, Abela ha denunciato la svendita di un pezzo di terra nella sua nativa Qormi durante la precedente amministrazione del Partit Nazzjonalista, quando gli appaltatori avrebbero pagato € 0,9 milioni invece del valore totale di € 8 milioni.
Abela è stato descritto come attrattivo per gli elettori senza legami politici, nonché il sostituto perfetto per attirare i voti di Marie Louise Coleiro Preca nel sesto distretto di Siggiewi, Luqa e Qormi. Era già stato avvicinato dal partito come possible candidato, tuttavia aveva scelto la sua professione legale piuttosto che politica.

### Membro del Parlamento di Malta, 2017
Nel giugno 2017, Robert Abela è stato eletto al Parlamento di Malta dopo aver contestato per la prima volta il sesto distretto, tra cui Siggiewi, Luqa e Qormi. Fu eletto per la prima volta all'età di 40 anni. È stato anche consigliere legale del Primo Ministro Joseph Muscat, il che gli ha permesso di partecipare alle riunioni del Consiglio dei Ministri. L'opposizione ha affermato che i suoi contratti di consulenza privata con la Planning Authority e Transport Malta gli hanno fatto incassare almeno 580.000 €.
Nel settembre 2019 Abela ha chiesto un approccio più "duro" sulla migrazione, a seguito di disordini nel centro di detenzione di immigrazione di Ħal Safi a Malta. La sua retorica è stata paragonata dalla stampa maltese a quella dell'italiano Matteo Salvini.
Durante i suoi anni al Parlamento, Abela non è mai stato un forte critico di Muscat; in seguito all'omicidio di Daphne Caruana Galizia, ha osservato che avrebbe "agito prima" per rimuovere il ministro Konrad Mizzi e il capo dello staff Keith Schembri dalle loro cariche, se fosse stato il leader.

### Elezione alla guida delLabour, 2020
In seguito all'annuncio delle imminenti dimissioni di Joseph Muscat a seguito dell'assassinio di Daphne Caruana Galizia e delle conseguenti proteste, il vice primo ministro Chris Fearne era stato considerato il front-runner come leader del partito e Primo Ministro, mentre altri candidati (tra cui Ian Borg e Miriam Dalli) sarebbero stati spinti a non correre per consentire una rapida transizione entro Natale 2019 con la formalità di un voto tra i membri del partito per un singolo candidato. Robert Abela ha dichiarato che non avrebbe voluto far parte di alcun "patto diabolico" e ha presentato la sua candidatura in alternativa a Chris Fearne. Tuttavia, secondo James Debono, Abela è stato presto riconosciuto come il candidato della "continuità" al posto di Fearne, sottolineando la stabilità, l'unità e la normalità, in contrapposizione ai cambiamenti più audaci nel partito proposti da Fearne.
La campagna di leadership di Abela si è focalizzata sui membri del partito con un accento sui temi tradizionali del Labour (alloggi sociali, medicine gratuite per gli anziani e migliori condizioni di lavoro per i colletti blu) distanziandosi dalle posizioni pro-business di Muscat. Abela ha anche chiesto una repressione dell'uso dei lavoratori migranti, che ha accusato di reprimere gli stipendi locali, proponendo che i datori di lavoro possano assumere stranieri solo se in grado di pagarli interamente e nel rispetto delle normative sulle condizioni di lavoro. Ha inoltre garantito la continuazione del controverso programma di cittadinanza per investimento di Malta.
Abela, backbencher senza esperienza ministeriale, si è presentato come candidato della continuità, impegnandosi a mantenere la stessa squadra di Muscat, nonché lo stesso staff nel potente ufficio del Primo Ministro, in opposizione a Chris Fearne, la cui campagna per una tabula rasa al palazzo di Castille aveva creato apprensione tra gli addetti ai lavori.
Abela è stato apertamente critico nei confronti della crisi politica di Malta del 2019 dopo l'assassinio di Daphne Caruana Galizia. II 28 novembre 2019, ha affermato che il Partito laburista avrebbe avuto bisogno di cambiamenti profondamente radicati piuttosto che superficiali. Abela ha anche affermato che l'unico scopo delle proteste maltesi del 2019 era la provocazione.
Abela ha anche affermato che il suo studio legale di famiglia - guidato da sua moglie - avrebbero dovuto mantenere il diritto di presentare offerte per appalti pubblici, qualora lui fosse diventato primo ministro. A seguito di polemiche, ha quindi fatto marcia indietro e si è impegnato a non cercare appalti pubblici per il suo studio legale di famiglia.
La sua campagna è stata criticata per non aver accettato interviste da parte della stampa indipendente, ma per aver fatto affidamento solo su mezzi di informazione favorevoli al partito.

### Capo del partito laburista e primo ministro, 2020
Alle elezioni interne del partito del 12 gennaio 2020, Abela ha ottenuto 9.342 voti contro 6.798 per Chris Fearne. Oltre il 92% dei membri del partito laburista maltese ha espresso il proprio voto nei circoli di partito in tutto il paese. Abela è stato così proclamato nuovo leader del Partito Laburista.
Il giorno seguente Joseph Muscat si è dimesso dalla carica di Primo Ministro. Il presidente George Vella ha accettato le dimissioni di Muscat e nominato Abela come nuovo Primo Ministro di Malta. La sua prima nomina ufficiale è stata quella di Clyde Caruana come capo del segretariato.
Le elezioni parlamentari del marzo 2022, prima prova elettorale alla guida del partito, hanno visto la netta riconferma di Abela come Primo ministro di Malta con il 55,1% delle preferenze ottenute. Il nuovo governo, composto da 18 ministri, si è ufficialmente insediato il 30 marzo 2022.